# 王修林
王修林（1960年6月—），男，汉族，山东高密人，中华人民共和国政治人物，曾任民盟中央常委、山东省委副主委、青岛市委主委、青岛市副市长、第十一届全国政协委员。

## 生平
2008年，当选第十一届全国政协委员，代表教育界，分入第四十二组。2018年2月24日，当选为第十三届全国人大代表。